# Château de Xàtiva
 (juin 2025).
Si vous disposez d'ouvrages ou d'articles de référence ou si vous connaissez des sites web de qualité traitant du thème abordé ici, merci de compléter l'article en donnant les références utiles à sa vérifiabilité et en les liant à la section « Notes et références ».
Le château de Xàtiva est un château situé dans la ville éponyme, dans la Communauté valencienne en Espagne.

## Histoire
À l'époque de l'Empire romain, le château possède une position stratégique importante sur la Via Augusta, qui mène à Rome en passant par les Pyrénées au nord, et vers Cadix au sud.
En 1092, le château tombe sous la domination des Almoravides qui l’occupent jusqu’à leur expulsion lors d'un soulèvement, en 1145. Au cours de ce soulèvement, le château est assiégé par le gouverneur de Valence, Marwan Abd al-Aziz. En 1171, le château tombe finalement, avec le reste de la côte du Levant, aux mains des Almohades.
Le roi Jacques Ier d'Aragon s'empare ensuite de Xàtiva en mai 1244, à la suite d'un siège de cinq mois. Après cette soumission à la monarchie chrétienne et la signature du Traité de Xàtiva (en), les maures laissent le petit château à Jacques Ier, pendant qu'ils sont autorisés à occuper le château principal pendant encore deux années, selon les termes du traité.
Après ce laps de temps, la ville est repeuplée par des chrétiens venus de la couronne d'Aragon.

### Sources
- (en) Cet article est partiellement ou en totalité issu de l’article de Wikipédia en anglais intitulé « Castle of Xàtiva » (voir la liste des auteurs).